# 菲律賓蟲鰻
菲律賓蟲鰻為輻鰭魚綱鰻鱺目糯鰻亞目蛇鰻科的其中一種，分布於中西太平洋的菲律賓海域，棲息深度可達59公尺，體長可達22.5公分，棲息在底層海域，屬肉食性，生活習性不明。

## 擴展閱讀
維基物種上的相關：菲律賓蟲鰻